# Bash
Bash je najčešće korištena ljuska za unixoidne operacijske sustave. Izvorno napravljena za operacijski sustav GNU, ljuska Bash se temeji na ljusci Bourne koju je 1978. napisao Stephen Bourne, tada zaposlenik u Bell laboratorijama. Bash je pretpostavljena ljuska većine distribucija Linuxa, Mac OS X operacijskog sustava, a može se korisiti i na ostalim unixoidnim operacijskim sustavima. Postoji i inačica za operacijski sustav Microsoft Windows.
Bash je kratica od "GNU Bourne-Again SHell".
Ljuska Bash je licencirana pod GPL licencom, te spada u slobodnu programsku podršku.

## Vanjske poveznice
- Službena web stranica
- Stranica u okviru web stranica projekta GNU
- Bash FAQ
- Bash 3.0
- GNU Bash priručnik  Arhivirana inačica izvorne stranice od 16. srpnja 2006. (Wayback Machine)